# 羅伯特·拜倫·柏德
羅伯特·拜倫·柏德（英語：Robert Byron Bird；1924年2月5日—2020年11月13日），出生於德克薩斯州布賴恩，是一名美國工程師兼威斯康辛大學麥迪遜分校化學工程學系名譽教授。知名於對非牛頓流體輸送現象的研究，包含高分子的流體動力學、聚合物分子運動理論以及流變學。他與沃倫·厄爾·斯圖爾特及埃德溫·尼布洛克·萊特富特三人是經典教科書《輸送現象》的作者。柏德是1987年國家科學獎章的獲獎者。

## 求學
柏德於1941至1943年在馬里蘭大學求學，在此，他於1943年受邀加入阿爾法馳六西格瑪的阿爾法盧章。後來二次大戰爆發，柏德中斷了學業。然而，他仍於1947年在伊利諾大學厄巴納-香檳分校取得其化學工程之學士學位，隨後又於1950年在威斯康辛大學麥迪遜分校取得其物理化學之博士學位。1950至1951年間，他在阿姆斯特丹大學擔任博士後研究生。

## 獲獎與榮譽
柏德是國家科學獎章的獲獎者；以「其在運動理論、輸送現象、高分子行為以及外國語言學習等領域具有深遠影響力的著作與研究」，由時任美國總統的隆納·雷根頒發。因流變學領域的傑出貢獻，分別於1974及1983年獲頒賓漢勳章及埃林根勳章。
自從1969年，柏德成為美國國家工程院院士。自從1989年，他成為美國國家科學院院士，並陸續獲得外國學術單位的邀請，包含荷蘭皇家藝術與科學學院（1985年）及比利時皇家藝術與科學學院（1994年）。此外，柏德同時也是美國文理科學院（自1981年）、美國物理學會（自1970年）、美國機械學院（自1983年）的成員。2015年，他獲選為美國科學促進會的成員。

## 著作
柏德是數本著作的共同作者，這些著作對於輸送現象及流變學等領域皆具有一定的影響力。其中，包含了經典的教科書－《輸送現象》，該教科書已被翻譯成許多語言，包含西班牙語、義大利語、捷克語、俄語、波斯語以及中文。由於該教科書的出版，使得「輸送現象」成為全球各大專化學工程學系標準且必須的教學科目。
- 《輸送現象》（Transport Phenomena），與沃倫·厄爾·斯圖爾特及埃德溫·尼布洛克·萊特富特合著，威立出版（1960年初版，2002年二版）。
- 《氣體與液體分子理論》（Molecular Theory of Gases and Liquids）
- 《高分子液體動力學，卷一，流體動力學》（Dynamics of Polymeric Liquids, Vol. 1, Fluid Dynamics）
- 《高分子液體動力學，卷二，動力學理論》（Dynamics of Polymeric Liquids, Vol. 2, Kinetic Theory）